# Euploea mareensis
Euploea mareensis är en fjärilsart som beskrevs av Edward Bagnall Poulton 1927. Euploea mareensis ingår i släktet Euploea och familjen praktfjärilar. Inga underarter finns listade i Catalogue of Life.